# Esto (diario)
El diario Esto es el rotativo deportivo más antiguo en América Latina, y tiene la característica de haber sido impreso en tinta de color sepia, lo que lo hacía distinguible del resto de los periódicos deportivos; además de ser el primer rotativo mexicano en ser publicado bajo el sistema del rotograbado. Actualmente es impreso a todo color.
El periódico ESTO es dirigido por David Segoviano, quien funge como director editorial. Jorge Guzmán Torres se desempeña como subdirector. Luis García Olivo es actualmente el jefe de información, y Ángel Parra es el jefe de redacción.
También se caracteriza al ofrecer información amplia de deportes nacionales, como la charrería; y una cobertura amplia a los toros.
- A partir de enero de 2018 el diario cambia del tradicional sepia a imprimirse totalmente a color

## Ediciones
La distribución de este periódico es a nivel nacional.

## Columnistas

### Fútbol y otros deportes
- Ajo y Agua / Hugo Sánchez
- En la cancha / Fernando Schwartz
- ESTO es ser capitán / Joaquín Beltrán
- Las reglas y los reglazos / Eduardo Brizio
- Hablillas / Ángel Parra
- Mi perspectiva / José Luis Camarillo
- 3 y 2, Cuenta llena / Alfredo Valverde
- Gachupineando / Carlos Ruiz Villasuso
- Ida y vuelta / Ángel Rueda
- En la charrería / Gabriel Torres de la Hoz

### Espectáculos
- Tijeretazos y Machetazos / Shanik Berman
- Vida y milagros / Juan José Origel